# Salmo 13
El salmo 13  es, según la numeración hebrea, el decimotercer salmo del Libro de los salmos de la Biblia. Corresponde al salmo 12 según la numeración de la Biblia Septuaginta griega, empleada también en la Vulgata latina. Por este motivo, recogiendo ambos sistemas de numeración, a este salmo también se le refiere como el salmo 13 (12).
Es generalmente conocido en inglés por su primer versículo, en la versión de la Biblia del rey Jacobo ,  "Hasta cuándo, Señor". En latín, se conoce como "Usquequo Domine".
El Libro de los Salmos es la tercera sección de la Biblia hebrea y un libro del Antiguo Testamento cristiano. El salmo es una parte regular de las liturgias judías , católicas , anglicanas y protestantes.

## Antecedentes y temas
Teodoreto de Ciro teorizó que este salmo fue compuesto por David cuando su hijo Absalón conspiró contra él. Sin embargo, Charles Spurgeon afirma que cualquier intento de vincularlo a un incidente específico es una conjetura; más bien, el salmo da voz a los sentimientos que surgen en cualquiera de las muchas pruebas que experimenta una persona en la vida.
Los comentaristas judíos y cristianos notan la estructura de tres partes de este salmo, con los versículos 2-3 en hebreo (1-2 en la KJV) relacionados con la queja de David, los versículos 4-5 en hebreo (3-4 en la KJV ) expresando la oración de David, y el versículo 6 en hebreo (5-6 en la KJV) que describe la salvación de David.  AG Brown afirma que la oración es el punto de inflexión entre el luto y el regocijo.
Charles Spurgeon nota que la repetición de las palabras "Cuánto tiempo?" Cuatro tiempos en este salmo se parecen a gritos; creativamente refiere a este salmo como el " Salmo hasta cuando" o, el "Salmo Clamoroso".

## Texto

### Versión de la Biblia hebrea
El siguiente es el texto hebreo del Salmo 13:
| Versículo | Hebreo                                                         |
| --------- | -------------------------------------------------------------- |
| 1         | לַֽ֜מְנַצֵּ֗חַ מִזְמ֥וֹר לְדָוִֽד                                               |
| 2         | עַד־אָ֣נָה יְ֖הֹוָה תִּשְׁכָּחֵ֣נִי נֶ֑צַח עַד־אָ֓נָה \| תַּסְתִּ֖יר אֶת־פָּנֶ֣יךָ מִמֶּֽנִּי            |
| 3         | עַד־אָ֨נָה אָשִׁ֪ית עֵצ֡וֹת בְּנַפְשִׁ֗י יָג֣וֹן בִּלְבָבִ֣י יוֹמָ֑ם עַד־אָ֓נָה \| יָר֖וּם אֹֽיְבִ֣י עָלָֽי |
| 4         | הַבִּ֣יטָֽה עֲ֖נֵנִי יְהֹוָ֣ה אֱלֹהָ֑י הָאִ֥ירָה עֵ֜ינַ֗י פֶּן־אִישַׁ֥ן הַמָּֽוֶת                   |
| 5         | פֶּן־יֹאמַ֣ר אֹֽיְבִ֣י יְכָלְתִּ֑יו צָרַ֥י יָ֜גִ֗ילוּ כִּ֣י אֶמּֽוֹט                          |
| 6         | וַֽאֲנִ֚י \| בְּחַסְדְּךָ֣ בָטַחְתִּי֘ יָגֵ֪ל לִבִּ֗י בִּישֽׁוּעָ֫תֶ֥ךָ אָשִׁ֥ירָה לַֽיהֹוָ֑ה כִּ֖י גָמַ֥ל עָלָֽי     |

### Versión de la Biblia del rey Jacobo
1. ¿Hasta cuándo me olvidarás, OH SEÑOR ? ¿Siempre? ¿Hasta cuándo esconderás tu rostro de mí?
2. ¿Cuánto tiempo tendré consejo en mi alma, teniendo dolor en mi corazón todos los días? ¿Cuánto tiempo se exaltará mi enemigo sobre mí
3. Considera y escúchame, viejo Dios mío: aligera mis ojos, para que no duerma el sueño de la muerte;
4. Para que mi enemigo no diga, he prevalecido contra él; y los que me molestan se regocijan cuando me conmueven.
5. Pero he confiado en tu misericordia; mi corazón se alegrará en tu salvación.
6. Cantaré a L ORD , porque él ha tratado generosamente conmigo.

## Comentarios de la Iglesia católica
El salmista reconoce el aparente silencio de Dios, expresando su angustia y suplicando su intervención (vv. 2-4). Al mismo tiempo, declara con confianza que ya goza de la salvación divina (v. 6). Su oración comienza con una pregunta insistente a Dios, repetida cuatro veces, y motivada por el sentimiento de abandono, el sufrimiento físico y la amenaza de sus enemigos (vv. 2-3). Luego, pide a Dios que se manifieste, lo libre de la enfermedad y la muerte, y no permita la victoria de sus adversarios (vv. 4-5). Finalmente, concluye con la certeza de haber sido escuchado (v. 6).
Este salmo, breve y estructurado con precisión, es un modelo de lamentación individual. La invocación al Señor, mencionada tres veces, marca cada sección del texto. Su mensaje resuena en la experiencia cristiana, reflejando el clamor de los perseguidos y mártires que imploran justicia y la pronta venida del Señor.
El sufrimiento del salmista, posiblemente por enfermedad (v. 4), se agrava con la burla de los impíos, quienes ven en su desgracia una señal del abandono divino (v. 2; cfr. v. 5). Sin embargo, este clamor de angustia se convierte en una expresión de confianza para el creyente que atraviesa pruebas similares. El cristiano puede identificarse con esta súplica, seguro de que, si persevera, el Señor intervendrá en su favor.

«Comprendan todas las almas que, si Dios no les cumple enseguida lo que le piden y necesitan, no fallará a su debido tiempo si ellas son constantes y no desmayan y se desalientan.

### Comentario a los versículos 4-6
La verdadera angustia del salmista no radica solo en su sufrimiento, sino en la aparente ausencia de Dios. Sin embargo, su fe permanece firme: ha confiado en el amor divino y ya experimenta la salvación. Por ello, lejos de la desesperanza, se compromete a seguir alabando al Señor en el futuro.

## Usos

### Judaísmo
El versículo 6 en hebreo se recita en el servicio de oración de la mañana durante Pesukei dezimra ..
Todo el salmo se recita como una oración por el bienestar de una persona enferma, según el Chasam Sofer y el Siddur Sfas Emes .

### Iglesia Católica
Alrededor de 530, San Benito de Nursia eligió este salmo para ser recitado para el cargo de primer ministro el jueves en la Regla de San Benito. En la liturgia moderna, el Salmo 13 se recita o canta en el oficio del mediodía del martes de la primera semana. Para facilitar la comprensión se le asigna a cada salmo un título en rojo (rúbrica) que no forma parte del salmo. El título del Salmo 13 es Súplica del justo que confía en el Señor.

### Configuraciones musicales
En 1692, Michel-Richard Dealande escribió su gran motete latino (S. 40) para los oficios de la Capilla del Palacio de Versalles. Su contemporáneo Henry Desmarest también compuso un gran motete en este salmo.
En alemán, el salmo fue interpretado por Johannes Brahms para el coro de mujeres en tres voces, "Herr, wie lange willst du".  Friedrich Kiel estableció versos como el número 6 de sus Six Motets, op. 82 , publicado en 1883. Franz Liszt lo calificó para un tenor solista como salmista, coro mixto y orquesta.
El cantante y compositor cristiano canadiense y líder de adoración Brian Doerksen escribió con otros una canción llamada 'Cuánto tiempo, oh Señor'.
El Iniciador del Camino Neocatecumenal, Kiko Arguello, por más de 50 años, ha compuesto una serie de cantos inspirados en los Salmos y otros textos bíblicos.  "Hasta Cuando" es el título del canto con el Salmo 13.